# Fateco
Fateco foi um futebolista brasileiro.
Um ídolo do Avaí Futebol Clube, destacava-se pela ótima antecipação nas jogadas, sua marcação eficiente e pela sua valentia em campo. Esta última característica foi que o marcou, desde a época em que jogava até hoje, como ídolo do Leão da Ilha de Florianópolis, já que o time também é conhecido como o Time da Raça.
Atuou no Avaí nos anos de 1942 a 1948.

## Seleção Avaiana
Uma eleição feita em 1998 com um grupo de torcedores, jornalistas e ex-atletas do Avaí, apontou aqueles que seriam os melhores jogadores da história do clube até aquela data. Fateco foi um dos escolhidos desta seleção.